# Wijken en buurten in Nederlek
De Nederlandse gemeente Nederlek is voor statistische doeleinden onderverdeeld in wijken en buurten. De gemeente is verdeeld in de volgende statistische wijken:
- Wijk 00 Lekkerkerk (CBS-wijkcode:064300)
- Wijk 01 Krimpen aan de Lek (CBS-wijkcode:064301)

Een statistische wijk kan bestaan uit meerdere buurten. Onderstaande tabel geeft de buurtindeling met kentallen volgens het Centraal Bureau voor de Statistiek (2008):
| CBS-buurtcode | Buurtnaam                            | Inwonertal | Opp. totaal (ha) | Opp. land (ha) | Ligging                |
| ------------- | ------------------------------------ | ---------- | ---------------- | -------------- | ---------------------- |
| BU06430000    | Lekkerkerk                           | 4030       | 171              | 140            | Locatie in de gemeente |
| BU06430001    | Schuwacht                            | 440        | 188              | 138            | Locatie in de gemeente |
| BU06430002    | Opperduit                            | 560        | 334              | 266            | Locatie in de gemeente |
| BU06430003    | Tiendweg-West                        | 250        | 406              | 397            | Locatie in de gemeente |
| BU06430004    | Uitbreiding-West                     | 2540       | 38               | 38             | Locatie in de gemeente |
| BU06430009    | Verspreide huizen Lekkerkerk         | 100        | 1289             | 1240           | Locatie in de gemeente |
| BU06430100    | Krimpen aan de Lek                   | 1400       | 114              | 85             | Locatie in de gemeente |
| BU06430101    | Bloemen- en Schepenbuurt             | 1100       | 22               | 22             | Locatie in de gemeente |
| BU06430102    | Schilders- en Dichtersbuurt c.s.     | 1680       | 30               | 30             | Locatie in de gemeente |
| BU06430103    | Bungalowpark                         | 650        | 34               | 23             | Locatie in de gemeente |
| BU06430104    | Industrieterrein                     | 100        | 182              | 79             | Locatie in de gemeente |
| BU06430105    | Tiendweg-Noord                       | 1430       | 27               | 27             | Locatie in de gemeente |
| BU06430109    | Verspreide huizen Krimpen aan de Lek | 20         | 309              | 297            | Locatie in de gemeente |